# Sjarhorod
Sjarhorod (Oekraïens: Шаргород, Pools: Szarogród) is een stad en gemeente in de Oekraïense oblast Vinnytsja.

## Galerij

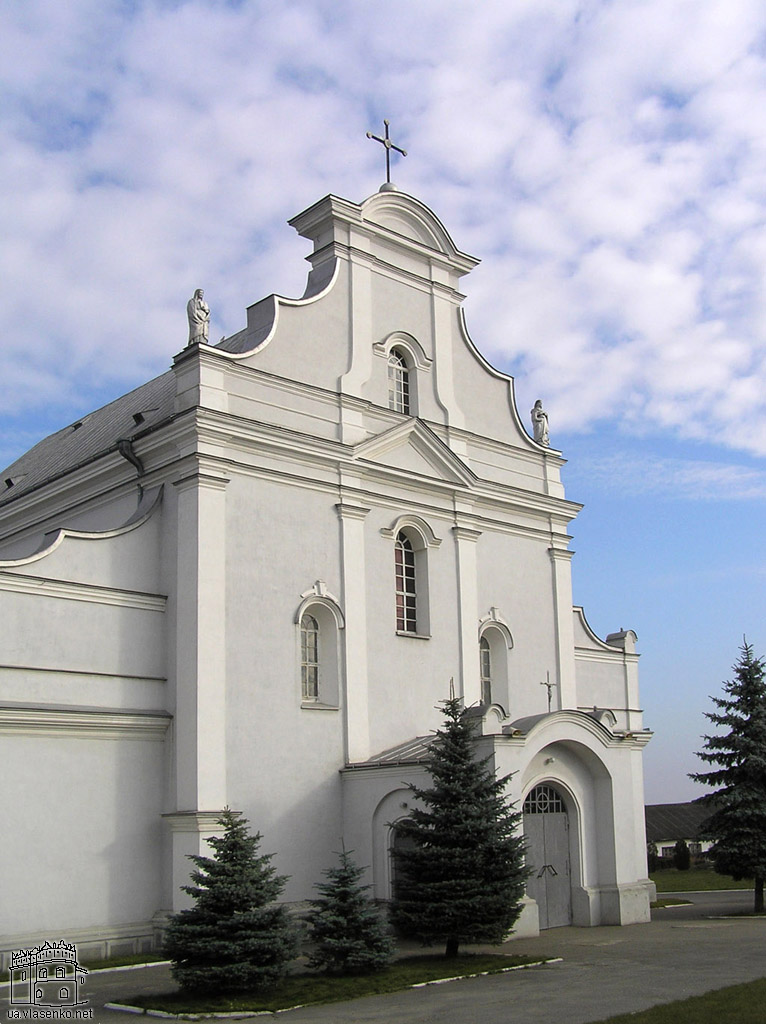
Katholieke kerk St. Florian
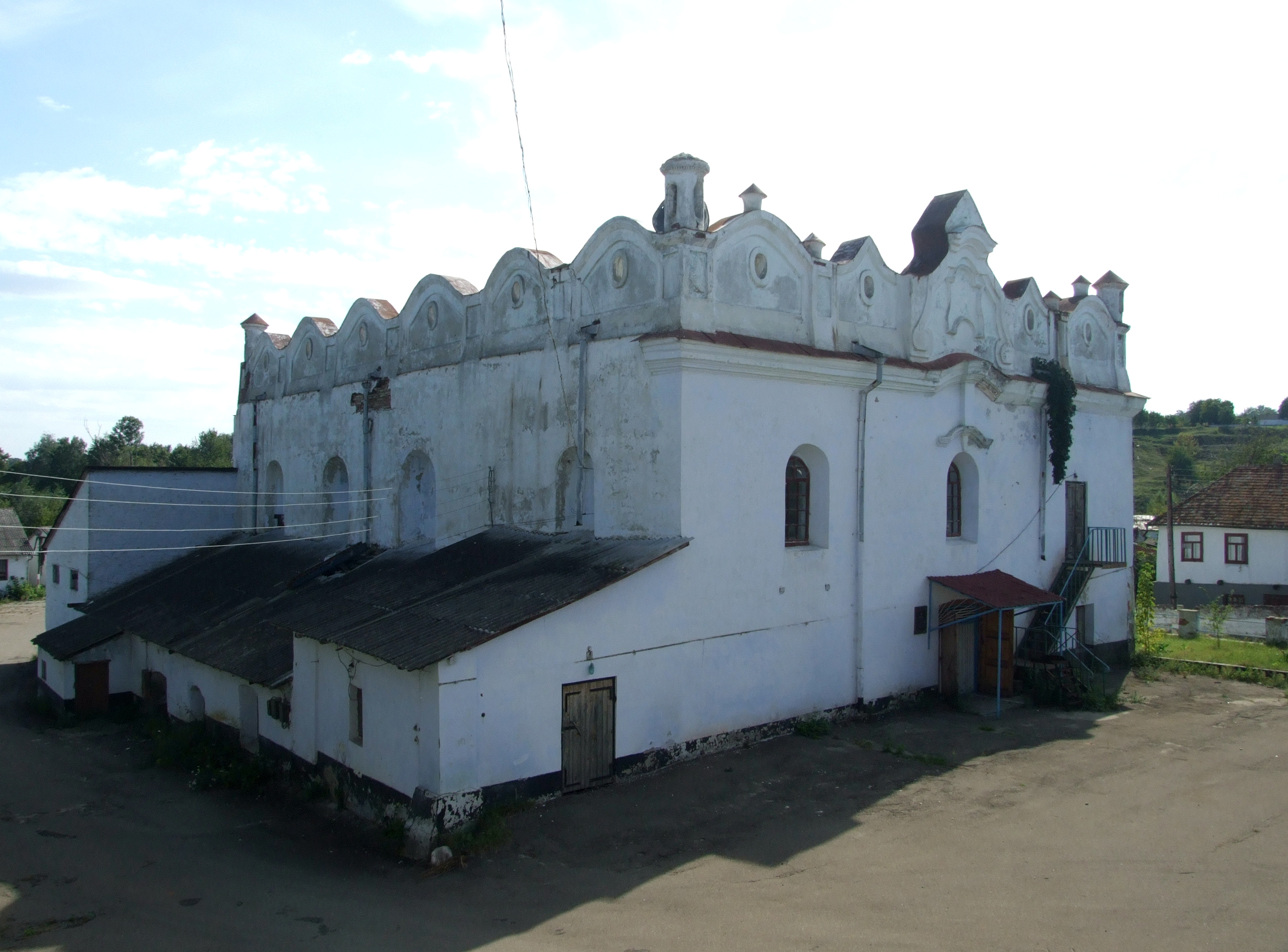
Synagoge